# Gash-groep
De Gash-groep is een neolithische cultuur die van ongeveer 3.000 tot 1.800 voor Christus bloeide in Oost-Soedan en het aangrenzende westelijke Eritrea. De locaties liggen aan de rivier de Gash in de staat Kassala. De Gash-groep volgde in deze regio's op de Butana-groep.
Het typische aardewerk van deze cultuur, meestal versierd met eenvoudige ingesneden versieringen, werd op verschillende plaatsen gevonden. Het vertoont gelijkenissen met dat van Kerma en het aardewerk van de Pangrafcultuur.
De best opgegraven vindplaats tot nu toe is Mahal Teglinos. Hier werden de resten gevonden van ronde hutten gemaakt van stro en eenvoudige materialen, maar ook van enkele rechthoekige lemen gebouwen, destijds de meest zuidelijke van dit soort gebouwen in Afrika. Naast aardewerk zijn er veel stenen werktuigen gevonden. Zegels en zegelafdrukken wijzen op een opkomende goederenadministratie. Er is Egyptisch keramiek gevonden, en faiencekralen die waarschijnlijk ook uit Egypte kwamen. Planten- en dierenresten wijzen op een gemengde landbouw en veeteelt als bestaansbasis. Er waren ook twee grote begraafplaatsen in de buurt van de nederzetting. Behalve sieraden hadden de meeste graven geen grafgiften. Sommigen van hen waren aan de oppervlakte gemarkeerd met grote, onversierde stèles.
De Gash-groep werd opgevolgd door de Jebel Mokram-groep.